# 南カリフォルニア
南カリフォルニア（みなみカリフォルニア、英: Southern California、略してソーカル、英: SoCal）は、アメリカ合衆国カリフォルニア州南部にある巨大地域（megaregion）あるいは巨大都市圏（megapolitan area）である。この大きな都市型地域にはロサンゼルス大都市圏、サンディエゴ大都市圏、およびインランド・エンパイアが含まれている。都市の帯は太平洋岸沿いにベンチュラからサウスランドとインランド・エンパイアを通り、サンディエゴさらにはメキシコ国境を越えてティフアナにまで拡がっている。南カリフォルニアはサンフランシスコ・ベイエリアと共に、カリフォルニア州だけでなくアメリカ合衆国国内の主要な文化と経済の中心になっている。
南カリフォルニアの西には太平洋とチャンネル諸島が拡がり、南にはアメリカ＝メキシコ国境がある。東にはアリゾナ州との州境にコロラド砂漠やコロラド川があり、ネバダ州との州境に跨ってモハーヴェ砂漠がある。

## 概要
南カリフォルニアには、ロサンゼルス、リバーサイド・サンバーナーディーノ（インランド・エンパイア）、サンディエゴ、オックスナード・サウザンドオークス、エル・セントロという5つの都市圏がある。ロサンゼルス大都市圏は人口1,300万人を超え、リバーサイド・サンバーナーディーノ地域は同450万人、サンディエゴ地域は同300万人を超えている。南カリフォルニア全体の人口は、全米第3位のフロリダ州全体（人口2,150万人）をしのぐものであり、アメリカ合衆国の中では北東部の海岸都市圏に続いて2番目に大きな地域になっている。
南カリフォルニアの北側の境界について公式の定義はないが、最も多く使われるものはシエラネバダ山脈とテハチャピ山地より南の地ということであり、テハチャピ山地はロサンゼルス市から約70マイル (112 km) 北に過ぎない。南カリフォルニアは文化的に多様であり、世界でも知名度の高い地域である。多くの観光客が人気のある海浜を求めて南部海岸に、また劇的な解放空間を求めて東部の砂漠地帯を訪れている。

### 重要性

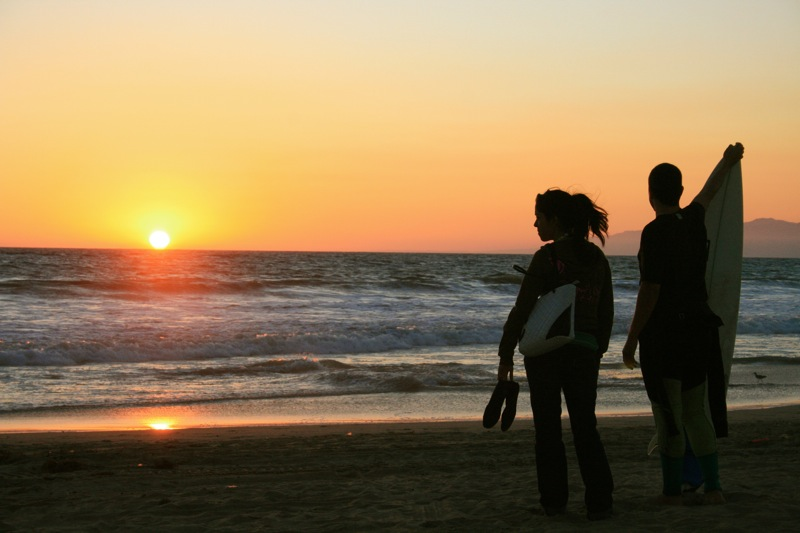
ベニスの夕陽

南カリフォルニアにはロサンゼルス市とサンディエゴ市という世界都市に分類される都市が2つ有り、ロサンゼルス市の人口は3,898,747人と全米第2位、南のサンディエゴ市は人口1,386,932人で全米第8位である（いずれも2020年国勢調査）。またアメリカ合衆国の大都市圏の中では2位のロサンゼルス大都市圏、13位のリバーサイド・サンバーナーディーノ都市圏、17位のサンディエゴ都市圏と人口300万人以上の都市圏が3つある。
ロサンゼルス郡、オレンジ郡、サンディエゴ郡、サンバーナーディーノ郡およびリバーサイド郡はアメリカ合衆国の郡で人口の多い15傑に入っており、カリフォルニア州内では1位から5位までを占めている。また乗降客数ではアメリカ合衆国国内で第3位、国際線乗降客数では第2位のロサンゼルス国際空港があり、単一滑走路の空港としては世界一のサンディエゴ国際空港、一般用途空港として世界一のヴァン・ナイズ空港がある。他の商業空港として、オレンジ郡、オンタリオ、バーバンクおよびロングビーチの各空港があり、夥しい商業空港と一般用途空港がある。またアメリカ合衆国で最も繁華な商業港ロサンゼルス港、隣接してロングビーチ港、サンディエゴ港もある。この地域で特筆されるのは高速道路網であり、世界でも最も交通量が多いとされている。通勤用鉄道のメトロリンクは7線のうち6線がロサンゼルス中心街を出発してベンチュラ、サンバーナーディーノ、リバーサイド、オレンジおよびサンディエゴ各郡を結び、残り1線はサンバーナーディーノ、リバーサイドおよびオレンジ各郡を直接結んでいる。

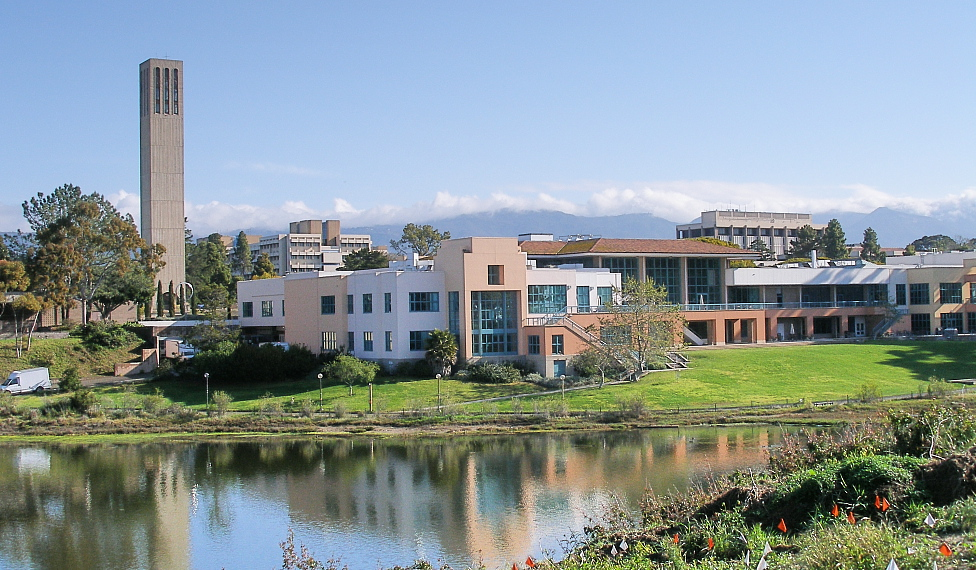
カリフォルニア大学サンタバーバラ校

この地域の多様な技術と製造業の基盤、さらには権威有る世界的に著名な研究型大学とその他公的私的研究施設が数多く有ることで、この地域はテックコースト（技術海岸）という渾名が付いた。その中でもカリフォルニア大学の5つのキャンパス（カリフォルニア大学ロサンゼルス校、同アーバイン校、同リバーサイド校、同サンタバーバラ校、同サンディゴ校）、カリフォルニア州立大学の11のキャンパス（チャンネル諸島、ドミンゲスヒルズ、フラートン、ロングビーチ、ロサンゼルス、ポリテクニック、ポモナ、ノースリッジ、サンバーナーディーノ、サンディエゴ、およびサンマルコス）、さらにはカルテック、南カリフォルニア大学、ペパーダイン大学、ロヨラ・メアリーマウント大学、チャップマン大学、クレアモント・カレッジおよびサンディエゴ大学など私立の教育機関が知られている。

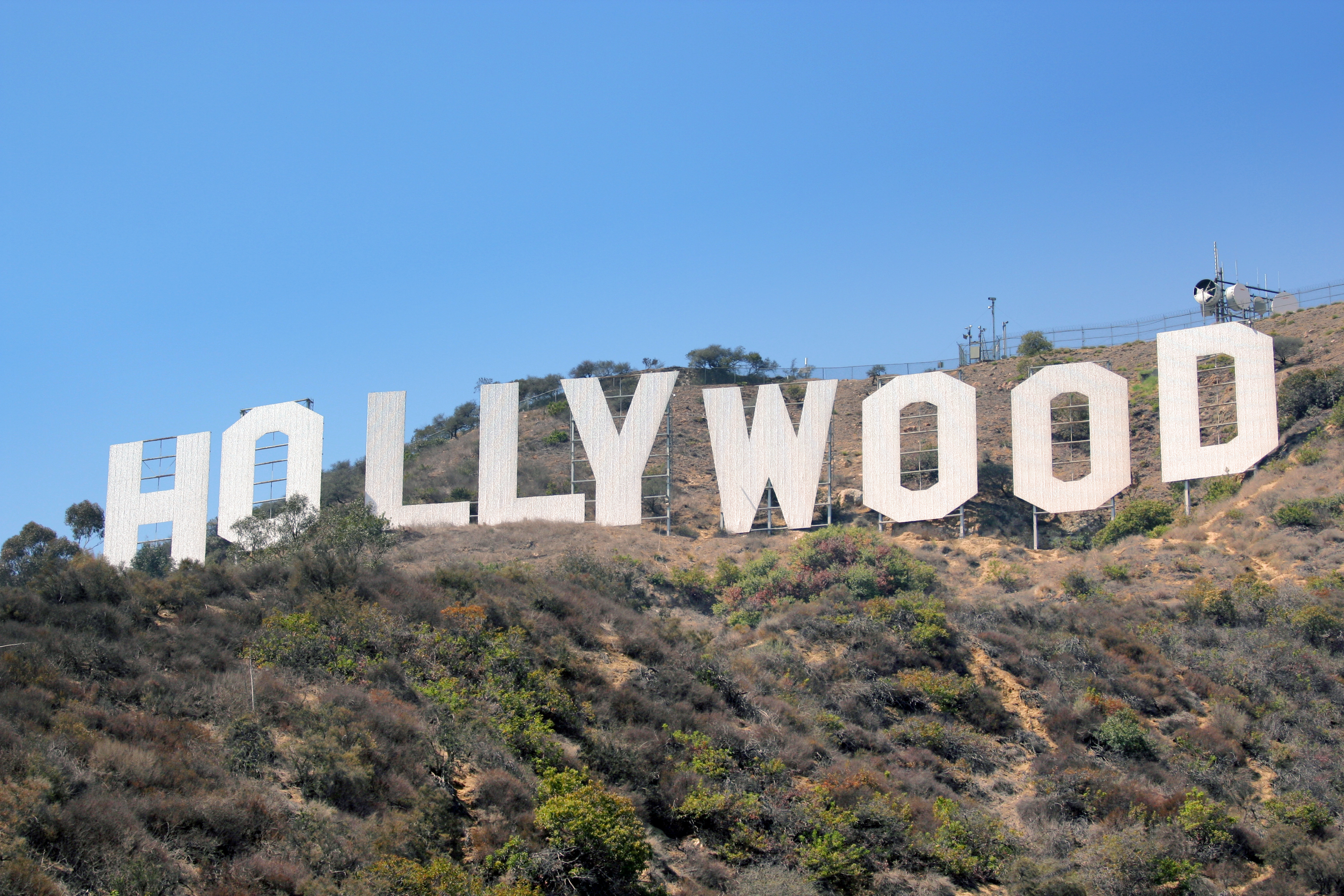
ロサンゼルス市の有名なハリウッド看板、世界の娯楽文化の象徴である

南カリフォルニアは映画、テレビおよび音楽といった娯楽分野で世界の首都であり、映画産業の中心であるハリウッドが有る。アメリカン・ブロードキャスティング・カンパニー（ABC）を所有するウォルト・ディズニー社、ソニー・ピクチャーズ、ユニバーサル、MGM、パラマウント・ピクチャーズ（ドリームワークスの親会社）、20世紀フォックス、およびワーナー・ブラザースが本社を構えている。またユニビジョン、アクティビジョンおよびTHQもある。サンフェルナンド・バレーには世界最大の成人娯楽産業も存在している。
サーフィンとスケートボードといったスポーツでも南カリフォルニアは本場になっている。ボルコム、クイックシルバー、オニール衣料事業部、ノーフェア、ロストエンタプライジズ、セクター9、RVCA、ボディグローブ、およびサーフラインといった会社がここに本社を置いている。プロのスケートボード選手トニー・ホーク、プロのサーファーであるロブ・マチャド、ティム・カラン、ボビー・マルティネス、パット・オコーネル、デーン・レイノルズ、クリス・ウォード、プロのスノーボード選手としてショーン・ホワイトが南カリフォルニアに住んでいる。世界でも伝説的なサーフィンスポットとしては、トレスルズ、リンコン、ザ・ウェッジ、ハンティントンビーチ、およびマリブがあり、サーフィン用の波の質ではオアフ島に次いで2番目とされる。極限スポーツの分野では、Xゲームズ、ブースト・モービル・プロおよびUSオープン・オブ・サーフィンなど世界最大のイベントが開催される。ヨット競技の分野でも重要な地位にある。毎年開催される太平洋横断ヨットレース、すなわち「トランスパック」はロサンゼルスからハワイまでで行われ、ヨットの世界では最高クラスの行事である。サンディゴ・ヨットクラブが1988年から1995年まで最も権威有る賞であるアメリカスカップを保持しており、この期間のレースを主催した。
南カリフォルニアにはFOXスポーツネットなど多くのスポーツ・フランチャイズやネットワークがある。プロのチームとしてはバスケットボールのロサンゼルス・レイカーズとロサンゼルス・クリッパーズ、大リーグ野球のロサンゼルス・ドジャース、ロサンゼルス・エンゼルス、サンディエゴ・パドレス、アイスホッケーのロサンゼルス・キングスとアナハイム・ダックス、サッカーのロサンゼルス・ギャラクシーとチーヴァスUSAおよびアメリカンフットボールのサンディエゴ・チャージャーズがある。大学スポーツではUCLAブルーインズ、USCトロージャンズ、およびサンディエゴ州立大学アステックスなどNCAAのスポーツチームが多い。

## 南カリフォルニアの北限

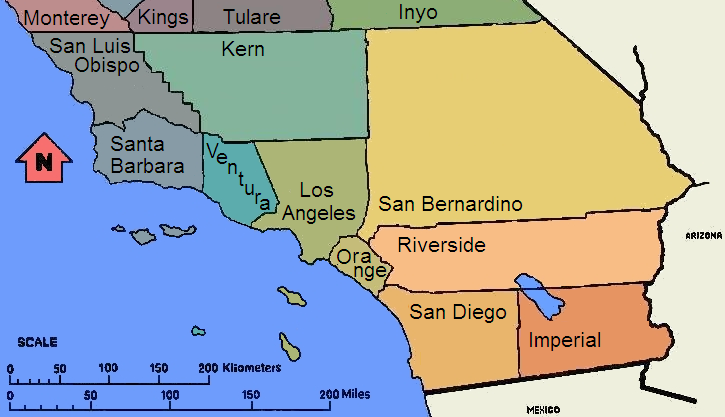
第6標準緯線より南のカリフォルニア州の郡

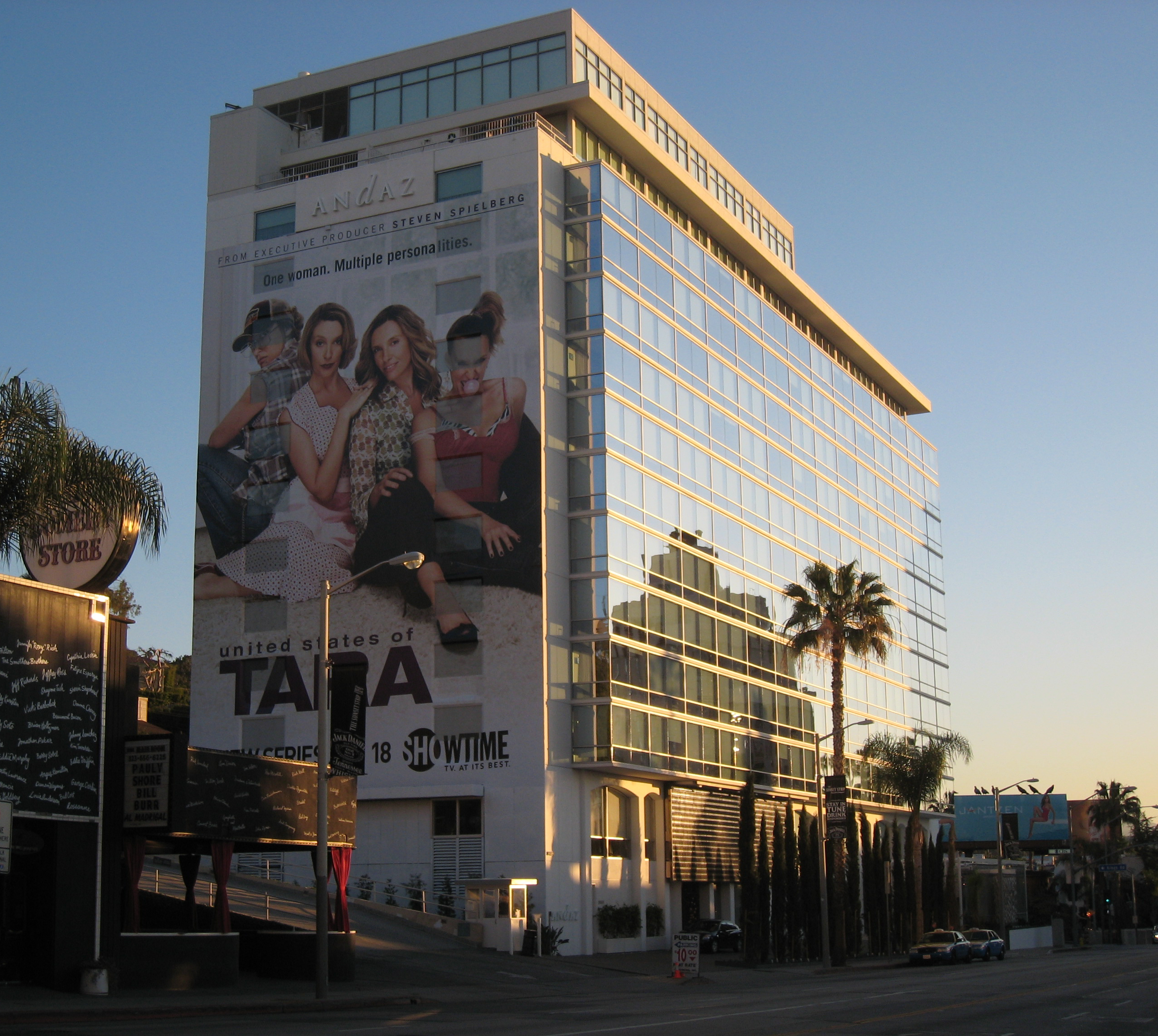
サンセット・ストリップにある有名なアンダス・ウェストハリウッド・ホテル

南カリフォルニアの北限については、ディアブロ山の南、第6標準緯線を使って、郡の境界に一致する定義がある。北緯35°47′28″にあるディアブロ山から144マイル (230 km) 南であり、サンルイスオビスポ、カーンおよびサンバーナーディーノ各郡の北側境界線である。しかし、南カリフォルニアを構成すると一般に考えられる郡は、ベンチュラ、ロサンゼルス、オレンジ、サンバーナーディーノ、リバーサイド、インペリアル、サンディエゴの各郡であり、さらにサンタバーバラ郡の北半分を除く海岸部である。サンタバーバラ郡の全郡、クエスタグレードの南のサンルイスオビスポ郡、カーン郡東部およびモハーヴェ砂漠に入るインヨー郡南端も見解によっては南カリフォルニアに含まれることが多い。
第3の特徴ある地域としてセントラルコーストを含む中部カリフォルニアはモントレー郡北端まで拡がっている。カーン郡西部はサンホアキン・バレーからセントラル・バレー南部地域にあり、それ故にカーン郡とサンルイスオビスポ郡北部は第6標準緯線より南にあるにもかかわらず、一般に南カリフォルニアの一部とは考えられておらず、むしろ「セントラル・バレー」あるいは「セントラルコースト」にあると考えられている。これらには「海岸山脈」の乾燥した「オークの土地」も含まれている。カリフォルニア州は地域観光業者によって北部、中部および南部の3つに分けられて販促されているのが普通である。州内の大きなAAAオートクラブ2つはそれぞれの会員の区域に当てている線に沿って州を北部と南部の2つに分け、事情を簡略化している。その他に地理学的な言葉で「テハチャピーの南」というのがあり、州を横切る山脈の頂部で南部地域とを分けているが、この定義ではロサンゼルス郡北部やカーン郡東部、サンバーナーディーノ郡の砂漠は、セントラル・バレーや内陸砂漠から遠いために南カリフォルニアに含まれることになる。
| 郡 Ref.                | 人口       | 面積 mi²   | 面積 km²   | 人口密度 /mi² | 人口密度 /km² |
| ---------------------- | ---------- | ---------- | ---------- | ------------- | ------------- |
| ロサンゼルス郡         | 10,014,009 | 4,060.87   | 10,517.61  | 2,465.98      | 952.12        |
| サンディエゴ郡         | 3,298,634  | 4,199.89   | 10,877.67  | 785.41        | 303.25        |
| オレンジ郡             | 3,186,989  | 789.40     | 2,044.54   | 4,037.23      | 1,558.78      |
| リバーサイド郡         | 2,418,185  | 7,207.37   | 18,667.00  | 335.52        | 129.54        |
| サンバーナーディーノ郡 | 2,181,654  | 20,052.50  | 51,935.74  | 108.80        | 42.01         |
| カーン郡               | 909,235    | 8,140.96   | 21,084.99  | 111.69        | 43.12         |
| ベンチュラ郡           | 843,843    | 1,845.30   | 4,779.31   | 457.29        | 176.56        |
| サンタバーバラ郡       | 448,229    | 2,737.01   | 7,088.82   | 163.77        | 63.23         |
| サンルイスオビスポ郡   | 282,424    | 3,304.32   | 8,558.15   | 85.47         | 33.00         |
| インペリアル郡         | 179,702    | 4,174.73   | 10,812.50  | 43.05         | 16.62         |
| 南カリフォルニア       | 23,762,904 | 56,512.35  | 146,366.31 | 420.49        | 162.35        |
| カリフォルニア州       | 39,538,223 | 155,959.34 | 403,932.84 | 253.52        | 97.88         |

## 都市の景観

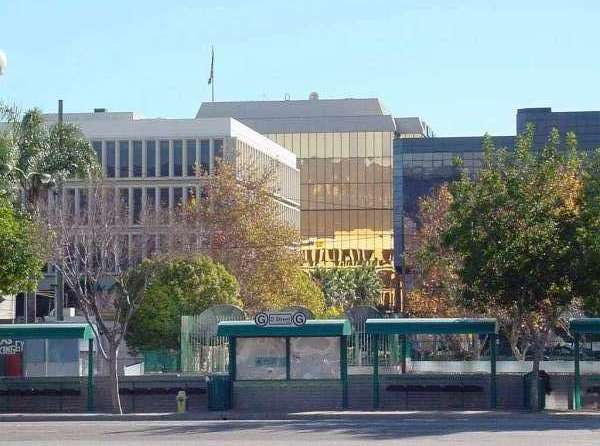
サンバーナーディーノ中心街

南カリフォルニアは開発された都市環境と未開のままに残された広大な乾燥地域が共存している。アメリカ合衆国の国内ではワシントンD.C.、フィラデルフィア、ニューヨーク、ボストンを繋ぐ北東部大都市圏に次いで、2番目に大きな都市化地域である。これらの都市は密集しており、中心街の人口が多く、鉄道など交通体系が整備されているが、南カリフォルニアの大半はその広大に拡がった郊外地域があり、自動車や高速道路を使うことで有名である。中心となるのはロサンゼルス市、オレンジ郡、サンディエゴ市、リバーサイド市およびサンバーナーディーノ市であり、そのそれぞれが都市圏の中心であり、多くの小さな都市や地域社会で構成されている。
州間高速道路5号線を南に降ると、連続する都会の隙間にキャンプ・ペンドルトンがある。州間高速道路15号線と州間高速道路215号線に沿った地域社会は相互関係が強く、テメクラはサンディエゴ郡都市圏と同様にインランド・エンパイアとの結びつきも強い。アメリカ合衆国国勢調査局ではサンバーナーディーノ郡とリバーサイド郡をサンバーナーディーノ・リバーサイド都市圏として、ロサンゼルス郡とは別の都市圏として考えている。ロサンゼルス市やオレンジ郡に通勤する者が多いが、サンバーナーディーノ郡とリバーサイド郡の大半は1980年代と1990年代に開発されたので、開発形態に違いがある。

## 自然の景観
南カリフォルニアは州内や国内の他地域よりも多様な地質、地勢および自然生態景観の集合する地域である。太平洋のチャンネル諸島、海岸線、海浜、海岸平原から横断山脈や半島山脈とその山頂を経て、大小の内陸渓谷そして広大な砂漠まで拡がっている。
これらのリストは以下のカテゴリーを参照。 
- 南カリフォルニアの海浜
- 南カリフォルニアの山脈
- 南カリフォルニアの川
- カリフォルニアの砂漠
- 南カリフォルニアの公園

## 地域

### 区域

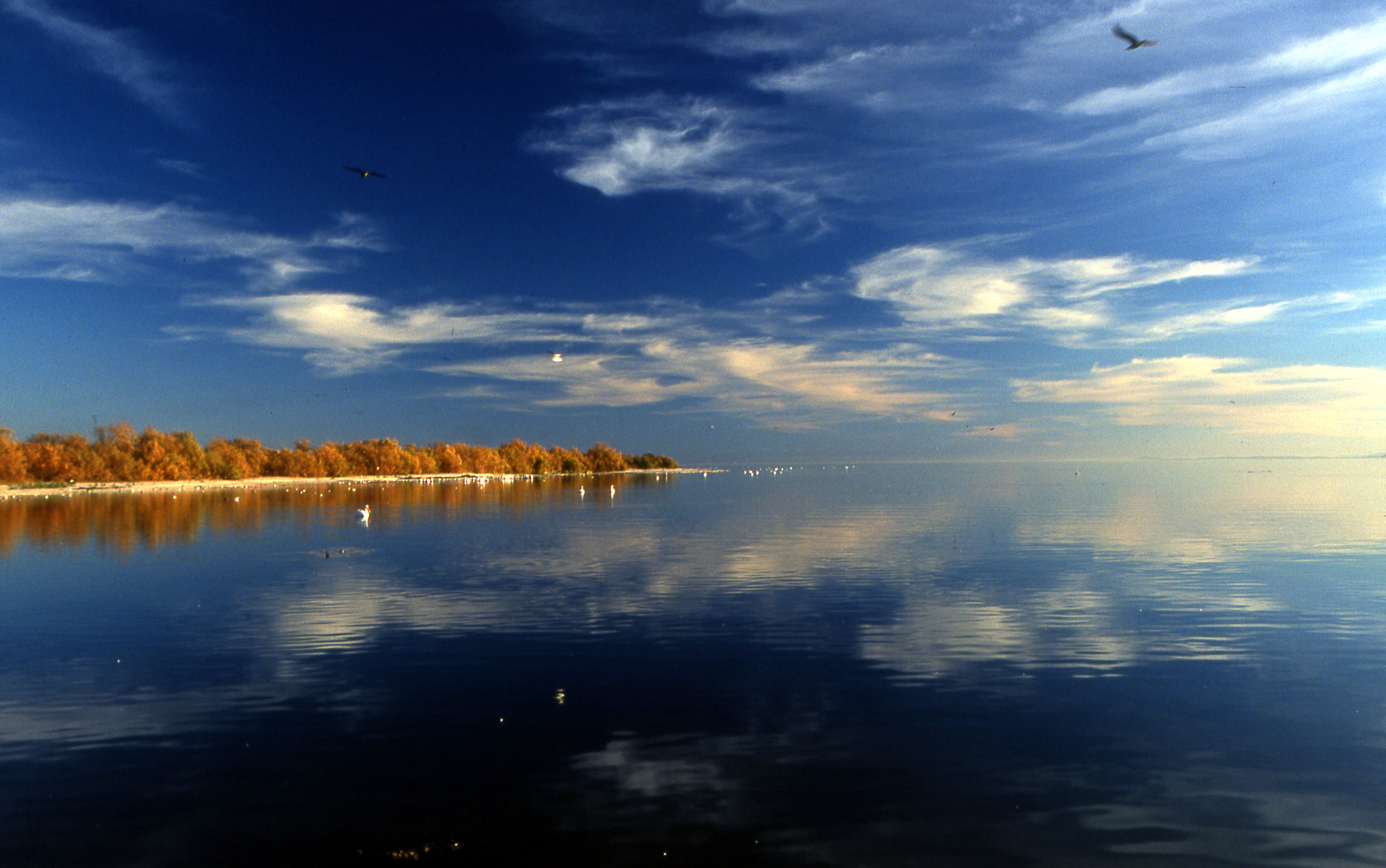
コーアチェラ・バレーのソルトン湖

サンディエゴ郡海岸の大洋桟橋

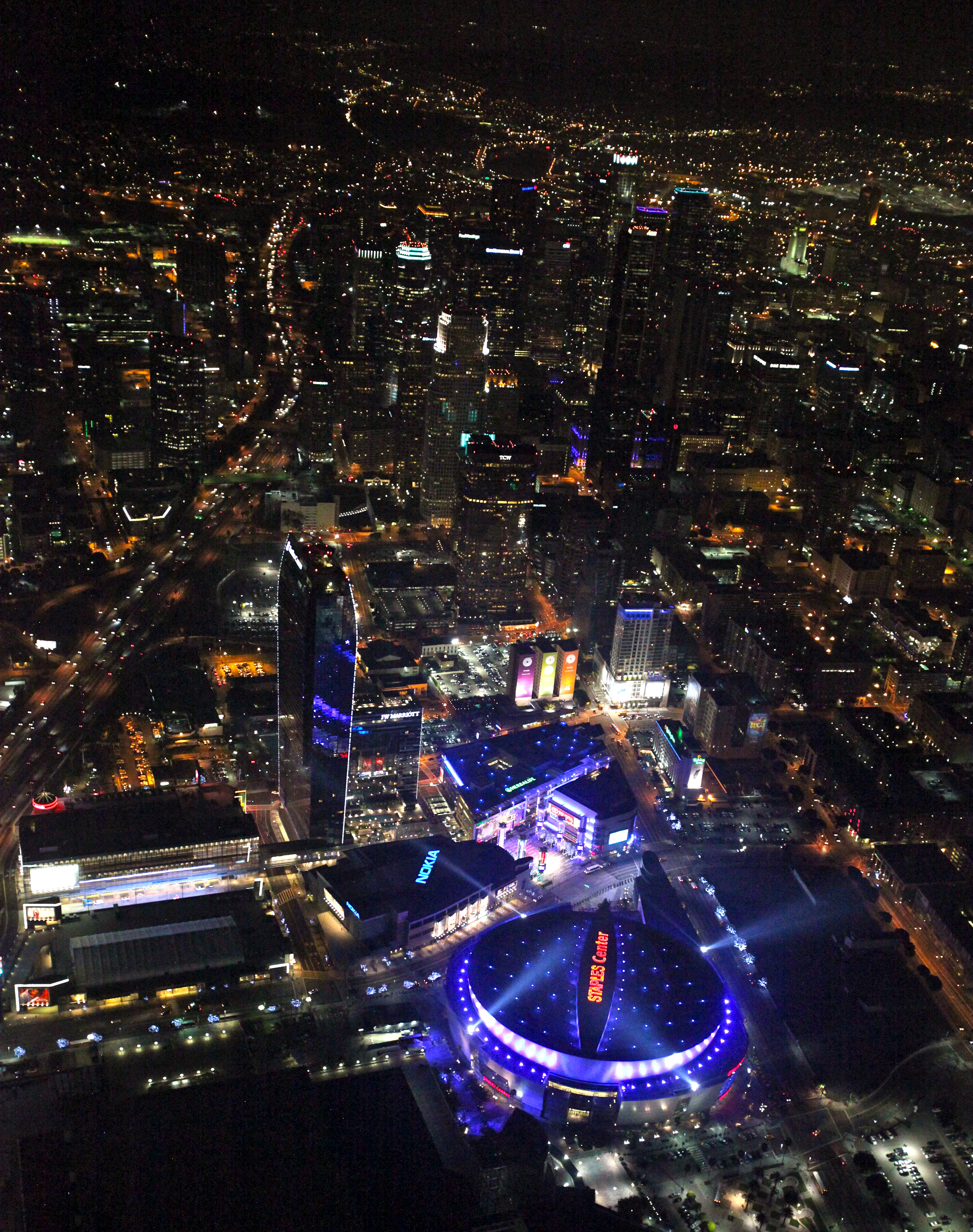
ロサンゼルス市中心街

南カリフォルニアは文化、政治および経済で幾つかの明確な地域に分けられ、そのそれぞれが国内、場合によっては地球規模で認識された都市を中心に独自の文化と雰囲気を持っており、これらの都市はそれぞれの地域で経済活動の中心となり、観光目的地にもなっている。それぞれの地域はさらに文化的に特徴ある多くの地域に分けられるが、全体として南カリフォルニアの雰囲気を創出している。以下は大中小に区分される地域である。
- 南部海岸
  - ロサンゼルス盆地  
    - ロサンゼルス大都市圏
    - ロサンゼルス郡南部と西部
    - オレンジ郡

  - 中央海岸南部
  - ベンチュラ郡
    - オックスナード平原

  - サンタバーバラ郡
  - サンルイスオビスポ郡
  - サンディエゴ郡
    - サンディエゴ都市圏
    - サンディエゴ・インペリアル
- インランド・エンパイア
  - サンバーナーディーノ郡
    - サンバーナーディーノ大都市圏
    - サンバーナーディーノ・バレー-インランド・エンパイア
    - サンバーナディーノ山脈

  - リバーサイド郡
    - インランド・エンパイア
- 砂漠部
- ハイ砂漠
  - モハーヴェ砂漠
    - アンテロープ・バレー
    - モロンゴ盆地
    - カーン郡
- ロー砂漠
  - コロラド砂漠
    - コーアチェラ・バレー
    - ローワー・コロラド川バレー
    - インペリアル郡
      - インペリアル・バレー

### 都市圏
南カリフォルニアには広域都市圏1つ、および都市圏8つがある。人口は2020年国勢調査による
- ロサンゼルス・ロングビーチ広域都市圏 - 18,644,680
  - ロサンゼルス・ロングビーチ・アナハイム都市圏 - 13,200,998
  - リバーサイド・サンバーナーディーノ・オンタリオ都市圏 - 4,599,839
  - オックスナード・サウザンドオークス・ベンチュラ都市圏 - 843,843
- サンディエゴ・カールスバッド・サンマルコス都市圏 - 3,298,634
- ベーカーズフィールド都市圏 - 909,235
- サンタマリア・サンタバーバラ都市圏 - 448,229
- サンルイスオビスポ・パソローブルズ・アロヨグランデ都市圏  - 282,424
- エルセントロ都市圏 - 174,528

### 主要都市（人口20万人以上）

アナハイムのディズニーランド

以下の都市人口は2020年国勢調査による
- ロサンゼルス - 3,898,747
- サンディエゴ - 1,386,932
- ロングビーチ - 466,742
- ベイカーズフィールド - 403,455
- アナハイム - 346,824
- リバーサイド - 314,998
- サンタアナ - 310,227
- アーバイン - 307,670
- チュラビスタ - 275,487
- サンタクラリタ - 228,673
- サンバーナーディーノ - 222,101
- モレノバレー - 208,634
- フォンタナ - 208,393
- オックスナード - 202,063

### 人口10万人以上の都市

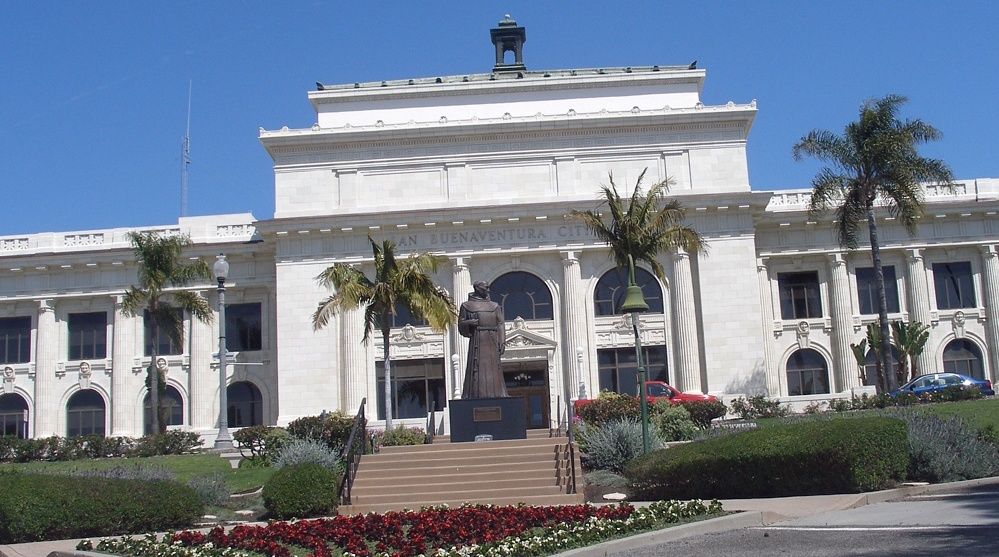
ベンチュラ市オールドタウンの市役所

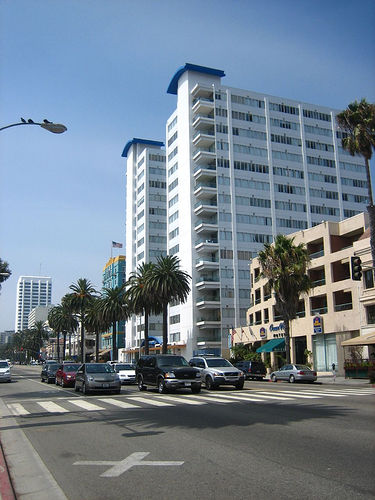
サンタモニカ中心街

- ハンティントンビーチ - 198,711
- グレンデール - 196,543
- オンタリオ - 175,265
- ランチョクカモンガ - 174,453
- オーシャンサイド - 174,068
- ランカスター - 173,516
- ガーデングローブ - 171,949
- パームデール - 169,450
- コロナ - 157,136
- ポモナ - 151,713
- エスコンディード - 151,038
- トーランス - 147,067
- フラートン - 143,617
- オレンジ - 139,911
- パサディナ - 137,122
- ビクタービル - 134,810
- サウザンドオークス - 126,966
- シミバレー - 126,356
- カールスバッド - 114,746
- ダウニー - 114,355
- コスタメサ - 111,918
- マリエータ - 110,949
- サンブエナベンチュラ - 110,763
- テメキュラ - 110,003
- サンタマリア - 109,707
- ウェストコビーナ - 109,501
- エルモンテ - 109,450
- イングルウッド - 107,762
- バーバンク - 107,337
- エルカホン - 106,215
- フルパバレー - 105,053
- リアルト - 104,026
- ノーウォーク - 102,773
- メニフィー - 102,527

### 人口10万人以下の郡庁所在地
- サンタバーバラ - 88,665
- サンルイスオビスポ - 47,063
- エル・セントロ - 44,322

### 郡

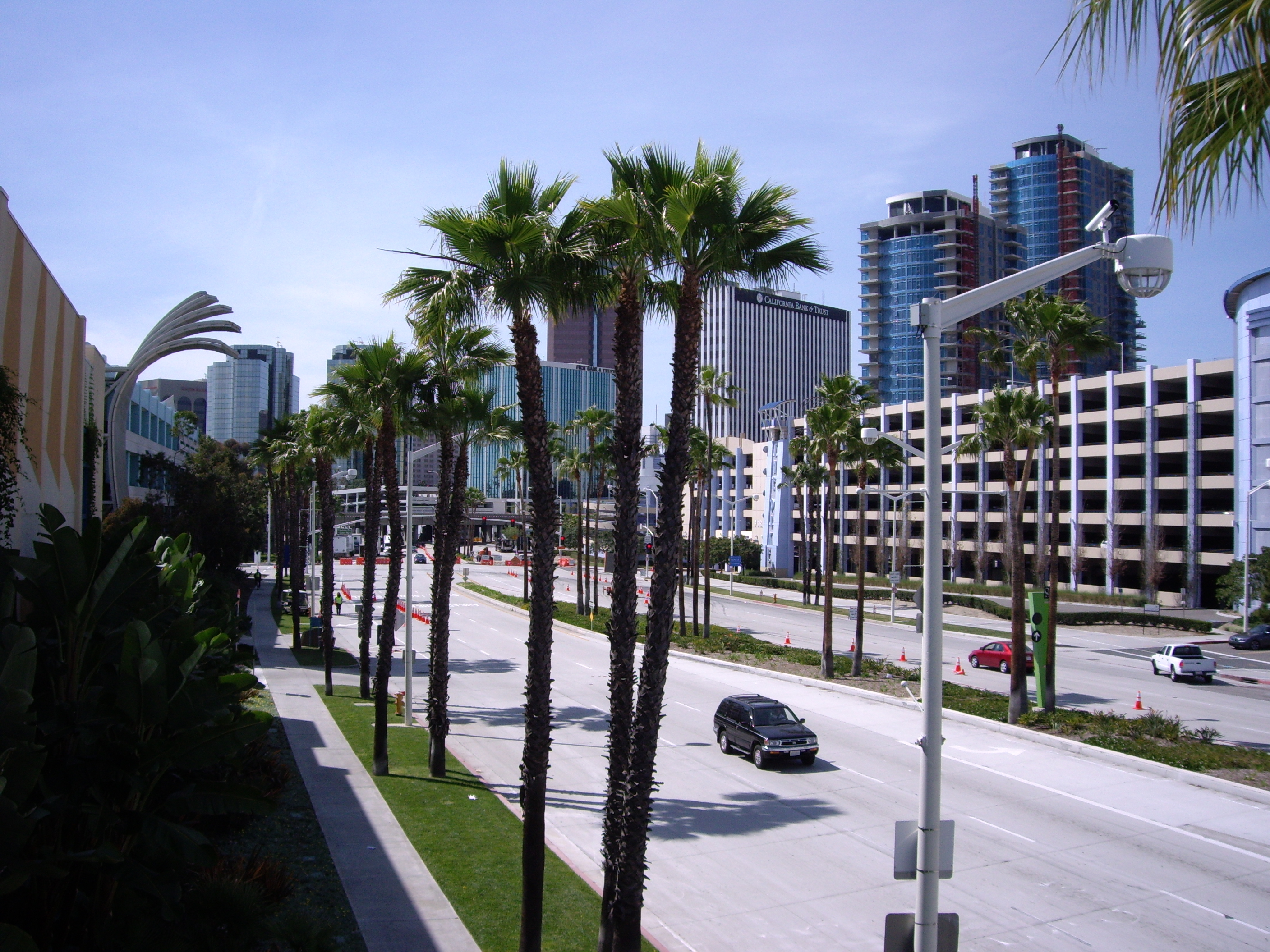
ロングビーチ

サンタルシア南部、サンタイネス、トパトパ、サンタスザーナ、サンガブリエル、サンバーナーディーノ、サンタアナ、ラグナ各山脈より南と西
- サンルイスオビスポ郡南部西部
- サンタバーバラ郡西部
- ベンチュラ郡西部
- ロサンゼルス郡南部西部
- サンバーナーディーノ郡南西部 - インランド・エンパイア
- リバーサイド郡西部 - インランド・エンパイア
- オレンジ郡
- サンディエゴ郡西部

上記山脈の北と東
- サンルイスオビスポ郡北部東部
- サンタバーバラ郡東部
- ベンチュラ郡東部
- カーン郡南西部
- ロサンゼルス郡北部
- サンバーナーディーノ郡北部東部
- リバーサイド郡東部
- サンディエゴ郡東部
- インペリアル郡

### 地理的な地域

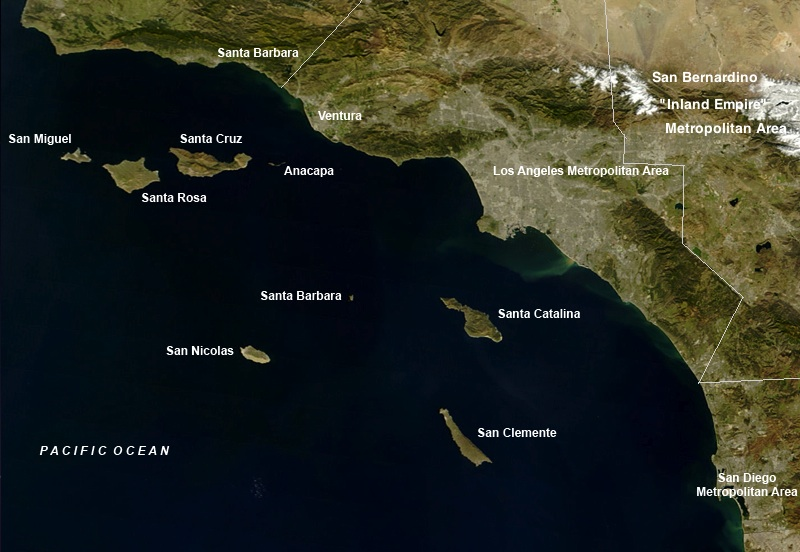
南カリフォルニアの山脈より海側の衛星写真

南カリフォルニアは地理的に次のように区分できる。
- 海岸と内陸渓谷の地域：サンディエゴ郡、オレンジ郡、ロサンゼルス郡、ベンチュラ郡、サンタバーバラ郡、サンルイスオビスポ郡の部分が入る。
  - 植物相に関してはトランスバース山地と半島山地の海岸側にある「シスモンテーン」（山のこちら側）地域。南カリフォルニアという言葉はこの人口が多く訪れる人も多い地帯を指すことが多い。
- 砂漠地帯：広く人がほとんど住んでいない地域、ロサンゼルス郡、サンバーナーディーノ郡、リバーサイド郡、インペリアル郡、サンディエゴ郡の部分が入る。海岸地域やインランド・エンパイアとの区分線はサンタアナ山脈など海岸山脈の背面となる。
  - 植物相に関してはトランスバース山地と半島山地の雨蔭にある「トランスモンテーン」（山の向こう側）地域。南カリフォルニアという言葉は地理的にはこの地帯を含み、北カリフォルニアと区別するときの「南の地」ということになる。

#### 地理的諸相

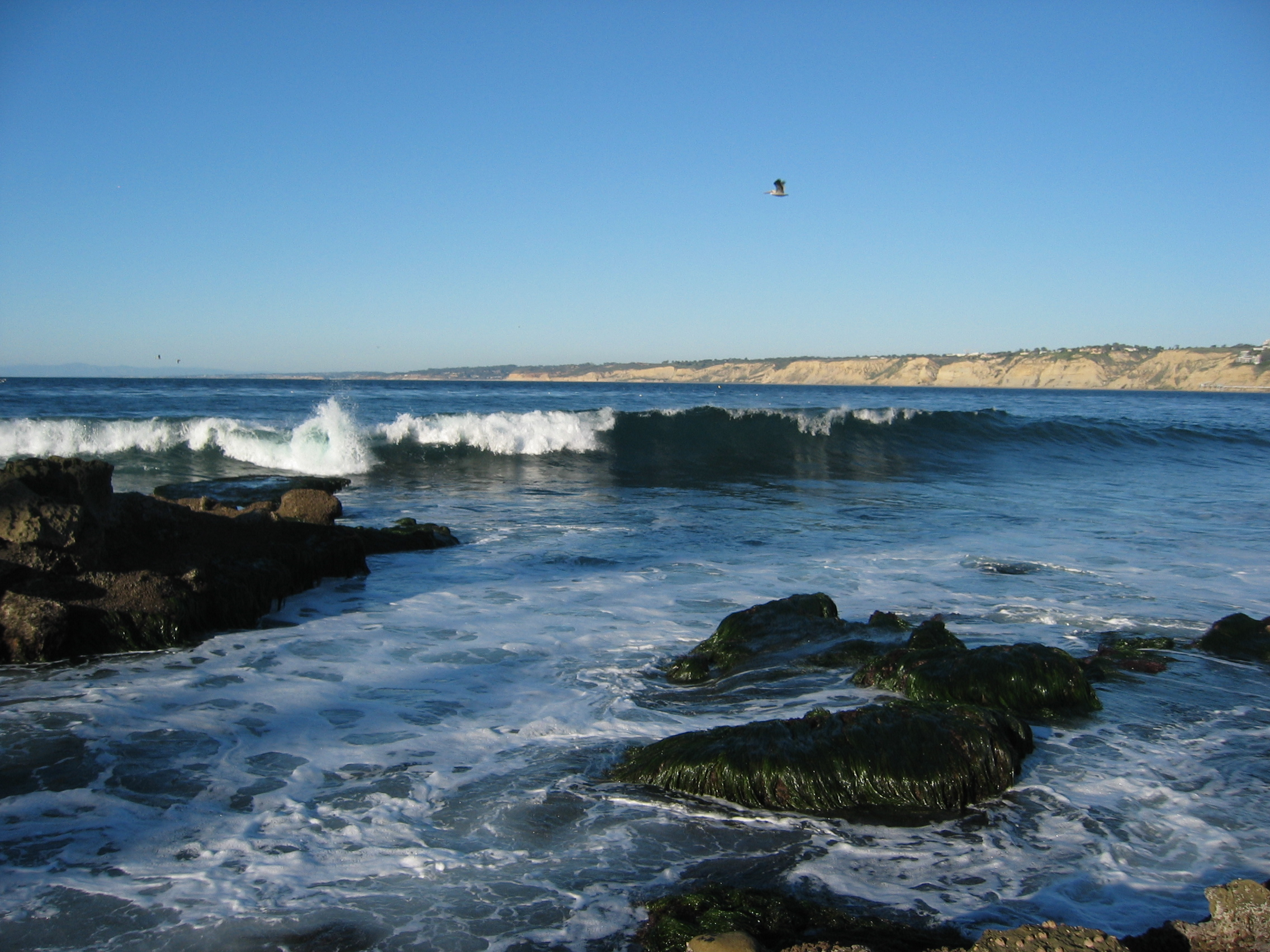
サンディエゴのラ・ホラ・コーブからの景観

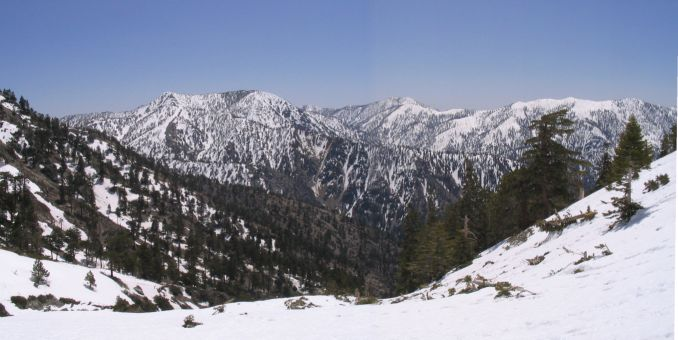
サンガブリエル山脈、エンジェラーズ国立の森東部の峰峰

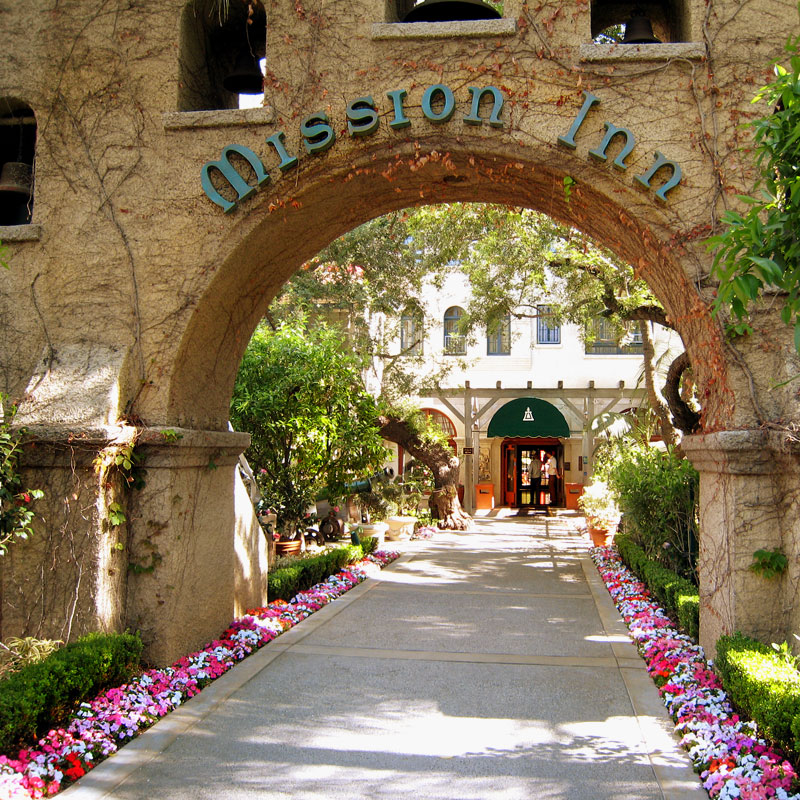
リバーサイド中心街にある歴史あるミッションイン

- アンテロープ・バレー（ロサンゼルス郡、カーン郡）
- アロヨ・セコ（ロサンゼルス郡）
- ボールドウィンヒルズ（ロサンゼルス郡）
- バローナ湿地（ロサンゼルス郡）
- ビッグベアー湖（サンバーナーディーノ郡）
- ボルサチカ河口（オレンジ郡）
- カホン峠（サンバーナーディーノ郡）
- カリコ山脈（サンバーナーディーノ郡）
- チャンネル諸島（サンタバーバラ郡、ベンチュラ郡、ロサンゼルス郡)
- チノヒルズ（オレンジ郡、ロサンゼルス郡、リバーサイド郡、サンバーナーディーノ郡）
- コーアチェラ・バレー（リバーサイド郡）
- コロラド砂漠（サンバーナーディーノ郡、リバーサイド郡、インペリアル郡、サンディエゴ郡）
- コロラド川（サンバーナーディーノ郡、リバーサイド郡、インペリアル郡、バハカリフォルニア州、ソノラ州）
- コネホ・バレー（ベンチュラ郡）
- クカモンガ・バレー（サンバーナーディーノ郡）
- カヤマカ山脈（サンディエゴ郡）
- デス・バレー（サンバーナーディーノ郡、インヨー郡）
- ハイ砂漠 = モハーヴェ砂漠（ロサンゼルス郡、カーン郡、インヨー郡、サンバーナーディーノ郡）
- インペリアル・バレー（インペリアル郡）
- イン・コー・パー山脈（サンディエゴ郡）
- インランド・エンパイア（リバーサイド郡、サンバーナーディーノ郡）
- ジャカンバ山脈（サンディエゴ郡）
- ラ・ホラ・コーブ（サンディエゴ郡）
- ラグナ山脈（サンディエゴ郡）
- アローヘッド湖（サンバーナーディーノ郡）
- カシタス湖（ベンチュラ郡）
- キャスティーク湖（ロサンゼルス郡）
- ピル湖（ベンチュラ郡）
- レイクビュー山脈（リバーサイド郡）
- リトルサンバーナディーノ山脈（リバーサイド郡、サンバーナーディーノ郡）
- ロサンゼルス盆地（ロサンゼルス郡）
- ロサンゼルス川（ロサンゼルス郡）
- ロー砂漠 = コロラド砂漠—ソノラ砂漠（インペリアル郡、サンディエゴ郡、リバーサイド郡、サンバーナーディーノ郡）
- モハーヴェ砂漠（ロサンゼルス郡、カーン郡、サンバーナーディーノ郡）
- モハーヴェ川（ロサンゼルス郡）
- ニュー川（インペリアル郡、メキシコの都市）
- ナインシスターズ（サンルイスオビスポ郡）
- オーハイ・バレー（ベンチュラ郡）
- オレンジ・コースト（オレンジ郡）
- オックスナード平原（ベンチュラ郡）
- パロマ山（サンディエゴ郡）
- パロス・ヴェルデス半島（ロサンゼルス郡）
- パナミント山脈（インヨー郡）
- 半島山地（サンディエゴ郡、リバーサイド郡、オレンジ郡）
- ポイント・ロマ（サンディエゴ郡）
- ポイント・マグ（ベンチュラ郡）
- ポモナ・バレー（ロサンゼルス郡、サンバーナーディーノ郡）
- プロビデンス山脈（サンバーナーディーノ郡）
- プエンタヒルズ（ロサンゼルス郡）
- ピラミッド湖（ロサンゼルス郡）
- リオホンド（ロサンゼルス郡）
- サドルバック・バレー（オレンジ郡）
- ソルトン湖（インペリアル郡、リバーサイド郡）
- サンアンドレアス断層（全郡）
- サンバーナーディーノ山脈（サンバーナーディーノ郡）
- サンバーナーディーノ・バレー（サンバーナーディーノ郡）
- サンディエゴ湾（サンディエゴ郡）
- サンディエゴ川（サンディエゴ郡）
- サンエミグディオ山脈（ロサンゼルス郡、ベンチュラ郡、カーン郡）
- サンフェルナンド・バレー（ロサンゼルス郡）
- サンガブリエル山脈（ロサンゼルス郡、サンバーナーディーノ郡）
- サンガブリエル川（ロサンゼルス郡）
- サンガブリエル・バレー（ロサンゼルス郡）
- サンジャシント山脈（リバーサイド郡）
- サンルイスレイ川（サンディエゴ郡）
- サンペドロ湾（ロサンゼルス郡）
- サンタアナ山脈（オレンジ郡、リバーサイド郡）
- サンタアナ川（サンバーナーディーノ郡、ロサンゼルス郡、オレンジ郡）
- サンタアナ・バレー（オレンジ郡）
- サンタカタリナ島（ロサンゼルス郡）
- サンタクララ川（ベンチュラ郡）
- サンタクララ川・バレー（ベンチュラ郡）
- サンタクラリタ・バレー（ロサンゼルス郡）
- サンタマルガリータ川（リバーサイド郡、オレンジ郡、サンディエゴ郡）
- サンタモニカ湾（ロサンゼルス郡）
- サンタモニカ山脈（ロサンゼルス郡、ベンチュラ郡）
- サンタロサ山脈（リバーサイド郡、 オレンジ郡、サンディエゴ郡）
- サンタスザナ山脈（ロサンゼルス郡、ベンチュラ郡）
- サンタイネス山脈（サンバーナーディーノ郡）
- サンタイネス・バレー（サンタバーバラ郡）
- シエラペロナ山脈（ロサンゼルス郡）
- シミヒルズ（ロサンゼルス郡、ベンチュラ郡）
- シミバレー（ベンチュラ郡）
- ソノラ砂漠（サンバーナーディーノ郡、リバーサイド郡、インペリアル郡、サンディエゴ郡、アリゾナ州、バハ・カリフォルニア半島、ソノラ州）
- シーウォーター川（サンディエゴ郡）
- ティフアナ川（サンディエゴ郡）
- テハチャピ山地（カーン郡）
- トパトパ山脈（ベンチュラ郡）
- タートル山脈（サンバーナーディーノ郡）
- ベンチュラ川（ベンチュラ郡）
- ビクター・バレー（サンバーナーディーノ郡）

## ブドウ園、ワイン醸造所、AVA地区
カリフォルニアワインとAVA（アメリカ・ワイン文化地域）
| - 南海岸AVA - クカモンガ・バレーAVA - マリブ・ニュートンキャニオンAVA - ラモナ・バレーAVA - サドルロック・マリブAVA - テメクラ・バレーAVA - レオナ・バレーAVA | - 中央海岸AVA - アロヨ・グランデ・バレーAVA - エドナ・バレーAVA - サンパスカル・バレーAVA - サンタマリア・バレーAVA - サンタイネス・バレーAVA - サンタリタヒルズAVA - ヨーク山AVA |

## 地震
南カリフォルニアでは毎年約1万回の地震が起こる。そのほとんど全ては小規模であり、感知されないものである。数百回の地震がマグニチュード3.0以上であり、15ないし20の地震がマグニチュード4.0以上である。

## 主要中心業務地区

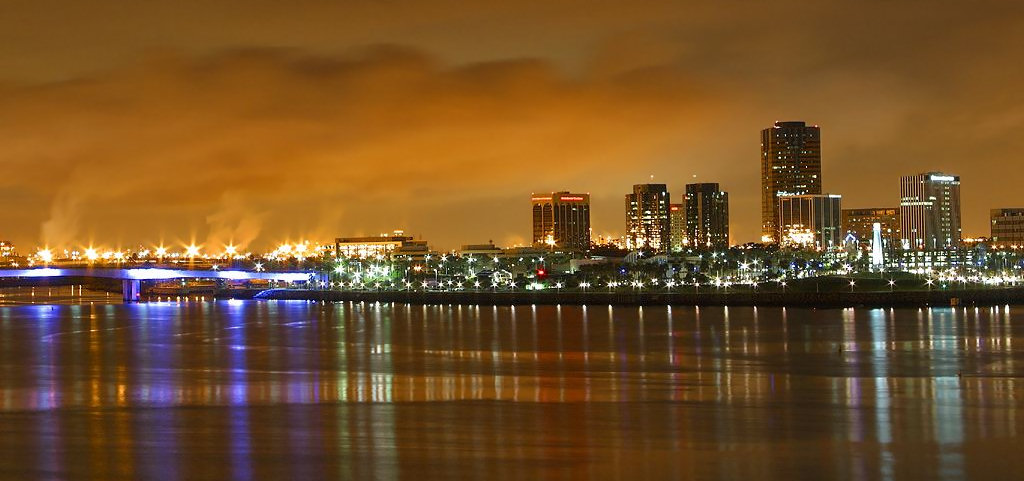
ロングビーチ中心街のスカイライン

以下は南カリフォルニアにおける重要な事業地区である。
- バーバンク中心街
- アーバイン中心街
- ロングビーチ中心街
- ロサンゼルス中心街
- リバーサイド中心街
- サンバーナーディーノ中心街
- サンディエゴ中心街
- サンタアナ中心街

## 交通

### 空港
下記の空港は現在商業定期便が運行されている。
- ロサンゼルス国際空港
- サンディエゴ国際空港
- ジョン・ウェイン空港
- オンタリオ国際空港
- ハリウッド・バーバンク空港
- ロングビーチ空港
- サンタバーバラ空港
- パームスプリングス国際空港
- メドーズ・フィールド（ベイカーズ基地）
- サンルイスオビスポ郡地域空港
- マクレラン・パロマ空港（カールスバッド）
- サンタマリア公設空港
- オックスナード空港
- インペリアル郡空港

### 高規格道路

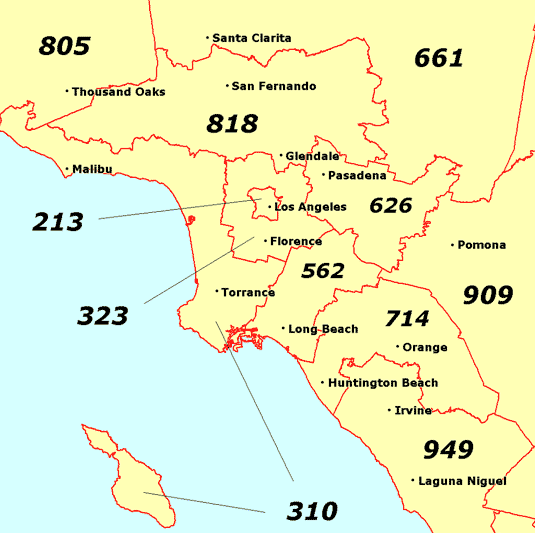
南カリフォルニアのエリアコードマップ

州間高速道路
- ゴールデンステイト・フリーウェイ/サンタアナ・フリーウェイ/サンディエゴ・フリーウェイ/モンゴメリー・フリーウェイ（州間高速道路5号線)
- オーシャンビーチ・フリーウェイ/ミッション・バレー・フリーウェイ（州間高速道路8号線）
- サンタモニカ・フリーウェイ/ゴールデンステイト・フリーウェイ/サンバーナーディーノ・フリーウェイ/インディオ・フリーウェイ/ブライズ・フリーウェイ（州間高速道路10号線）
- モハーヴェ・フリーウェイ/バーストウ・フリーウェイ/オンタリオ・フリーウェイ/コロナ・フリーウェイ/テメクラ・バレー・フリーウェイ/エスコンディード・フリーウェイ（州間高速道路15号線）
- センチュリー・フリーウェイ（州間高速道路105号線）
- ハーバー・フリーウェイ（州間高速道路110号線）
- フットヒル・フリーウェイ（州間高速道路210号線）
- バーストウ・フリーウェイ/サンバーナーディーノ・フリーウェイ/モレノバレー・フリーウェイ（州間高速道路215号線）
- サンディエゴ・フリーウェイ
- サンガブリエル川フリーウェイ（州間高速道路605号線）
- ロングビーチ・フリーウェイ（州間高速道路710号線）
- ジェイコブ・デキマ・フリーウェイ（州間高速道路805号線）
- 未完（州間高速道路905号線）

アメリカ国道
- ベンチュラ・フリーウェイ/ハリウッド・フリーウェイ/サンタアナ・フリーウェイ/エル・カミノ・レアル（アメリカ国道101号線）

カリフォルニア州道
注: 下のリストで斜字体のものは平面道路であり自動車専用道路ではない。
- 太平洋岸ハイウェイ/リンカーン・ブールバード/セパルベダ・ブールバード/オックスナード・ブールバード/コースト・ハイウェイ/カミノ・ラスランブラス（カリフォルニア州道1号線）
- エンジェルス・クレスト・ハイウェイ/グレンデール・フリーウェイ/サンタモニカ・ブールバード（カリフォルニア州道2号線）
- アンテロープ・バレー・フリーウェイ（カリフォルニア州道14号線）
- ウォーターマン・アベニュー（カリフォルニア州道18号線）
- ローズミード・ブールバード/レイクウッド・ブールバード（カリフォルニア州道19号線）
- 7番通り/ガーデングローブ・フリーウェイ（カリフォルニア州道22号線）
- デッカー道路/マルホランド・ハイウェイ/ウェストレイク・ブールバード
- トパンガキャニオン・ブールバード
- オハイ・フリーウェイ（カリフォルニア州道33号線）
- カリフォルニア州道38号線
- サンガブリエルキャニオン道路/アズーサ・アベニュー/ビーチ・ブールバード
- マンチェスター・ブールバード
- ターミナルアイランド・フリーウェイ/シーサイド・Avenue/ビンセント・トマス橋
- ソールダッド・フリーウェイ
- サウスベイ・フリーウェイ/2番通り
- コスタメサ・フリーウェイ/ニューポート・ブールバード（カリフォルニア州道55号線）
- テッド・ウィリアムズ・フリーウェイ（カリフォルニア州道56号線）
- オレンジ・フリーウェイ（カリフォルニア州道57号線）
- ポモナ・フリーウェイ/モレノバレー・フリーウェイ（カリフォルニア州道60号線）
- フットヒル・ブールバード、E通り（歴史的アメリカ国道66号線とも呼ばれる）
- ジュリアン道路/サンビセンテ・フリーウェイ
- コロナ・イクスプレスウェイ/チノバレー・フリーウェイ（カリフォルニア州道71号線）
- ファイアストーン・ブールバード/ウィッティア・ブールバード
- サンホアキンヒル交通回廊（有料道路、カリフォルニア州道73号線）
- オルテガ・ハイウェイ/パームズ・トゥ・パインズ・ハイウェイ（カリフォルニア州道74号線）
- サンディエゴ・コロナード橋/シルバーストランド・ブールバード
- ミッション・アベニュー/パラ道路/クヤマカ・ハイウェイ
- ビスタ・フリーウェイ/サンパスカル・バレー道路
- ウィンチェスター道路/テメクラ・パークウェイ/ファイアファイター・スティーブン・タッカー記念ハイウェイ （カリフォルニア州道79号線）
- 歴史的アメリカ国道80号線、公式にはインペリアル郡道80号線と呼ばれる、バーバラ・ワース・ハイウェイ
- ユークリッド・アベニュー
- インディオ・ブールバード、歴史的アメリカ国道99号線（地元ではNAFTA・ハイウェイと呼ばれる、イーストバレー・パークウェイと呼ぶ提案あり）
- マリーナ・フリーウェイ/インペリアル・ハイウェイ/リチャード・ニクソン・フリーウェイ（カリフォルニア州道90号線）
- アルテジア・ブールバード/ガーデナ・フリーウェイ/アルテジア・フリーウェイ/リバーサイド・フリーウェイ（カリフォルニア州道91号線）
- マーティン・ルーサー・キング・ジュニア・フリーウェイ/カンポ道路
- ホーソーン・ブールバード
- パサデナ・フリーウェイ（カリフォルニア州道110号線）
- グレープフルーツ・ブールバード（デザートシティズ・ハイウェイまたはデザートリゾーツ・ハイウェイと呼ぶ提案あり）
- ロナルド・レーガン・フリーウェイ（カリフォルニア州道118号線）
- ラ・メサ・フリーウェイ（カリフォルニア州道125号線）
- サンタポーラ・フリーウェイ（カリフォルニア州道126号線）
- イースタン交通回廊（有料道路）/ラグナキャニオン道路 （カリフォルニア州道133号線）
- ベンチュラ・フリーウェイ（カリフォルニア州道134号線）
- カリフォルニア州道138号線
- カーボンキャニオン道路
- カブリーリョ・フリーウェイ（カリフォルニア州道163号線）
- ハリウッド・フリーウェイ/ハイランド・アベニュー（カリフォルニア州道170号線）
- ピアース通り（ソルトン湖道路と呼ぶ提案あり)とボックスキャニオン道路
- カタリーナ・ブールバード/キャノン通り/ローズクランズ通り
- フットヒル・フリーウェイ （サンディマスで 州間高速道路210号線と合流、元州道30号線）
- ウェスタン・アベニュー
- イースタン交通回廊（有料道路、カリフォルニア州道241号線）
- 州道259号線フリーウェイ
- バルボア・アベニュー
- 3番/4番通り
- カフイラ道路
- オテイ・メサ・フリーウェイ/オテイ・メサ道路（州道125号線のフリーウェイが完工すると州間高速道路210号線）

### 公共交通機関
- メトロリンク
- ロサンゼルス郡都市圏交通局
- サンディエゴ・トロリーとサンディエゴ郡MTS
- オレンジ郡交通局
- オムニトランズ（サンバーナーディーノ郡南西部）
- サンタバーバラMTD
- ゴールドコースト・トランジット（ベンチュラ郡）
- ノース郡交通地区（サンディエゴ郡北部）
- サンディエゴ・コースター（オーシャンサイドからサンディエゴ）
- ビッグブルー・バス（サンタモニカ）
- リバーサイド交通局（リバーサイド郡西部）

## 公園とレクリエーション地域
| - アメリカ合衆国国立公園局 - チャネル諸島国立公園 - デスヴァレー国立公園 - ジョシュア・ツリー国立公園 - モハーヴェ国立保護区 - サンタモニカ山脈国立レクリエーション地域 - 主要州立公園 - アンザ・ボレロ砂漠州立公園 - クヤマカランチョ州立公園 - チノヒルズ州立公園 - ケネス・ハーン州立レクリエーション地域 - サンジャシント山州立公園 - マリブクリーク州立公園 - レッドロックキャニオン州立公園 - トパンガ州立公園 | - 主要州立歴史史跡 - カリフォルニア柑橘類州立歴史公園 - エル・プレシード・デ・サンタバーバラ州立歴史公園 - ラ・プリシマ・ミッション州立歴史公園 - ロス・エンシノス州立歴史公園 - オールドタウン・サンディエゴ州立歴史公園 - ランチョ・ロス・エンシノス - サンタスザーナ峠州立歴史公園 - ワッツ・タワーズ - ウィル・ロジャーズ州立歴史公園 - 多くの原生地域、自然保護区、野生生物保護区および開放空間地域で原始状態の保護を行っている。 |

## 関連項目

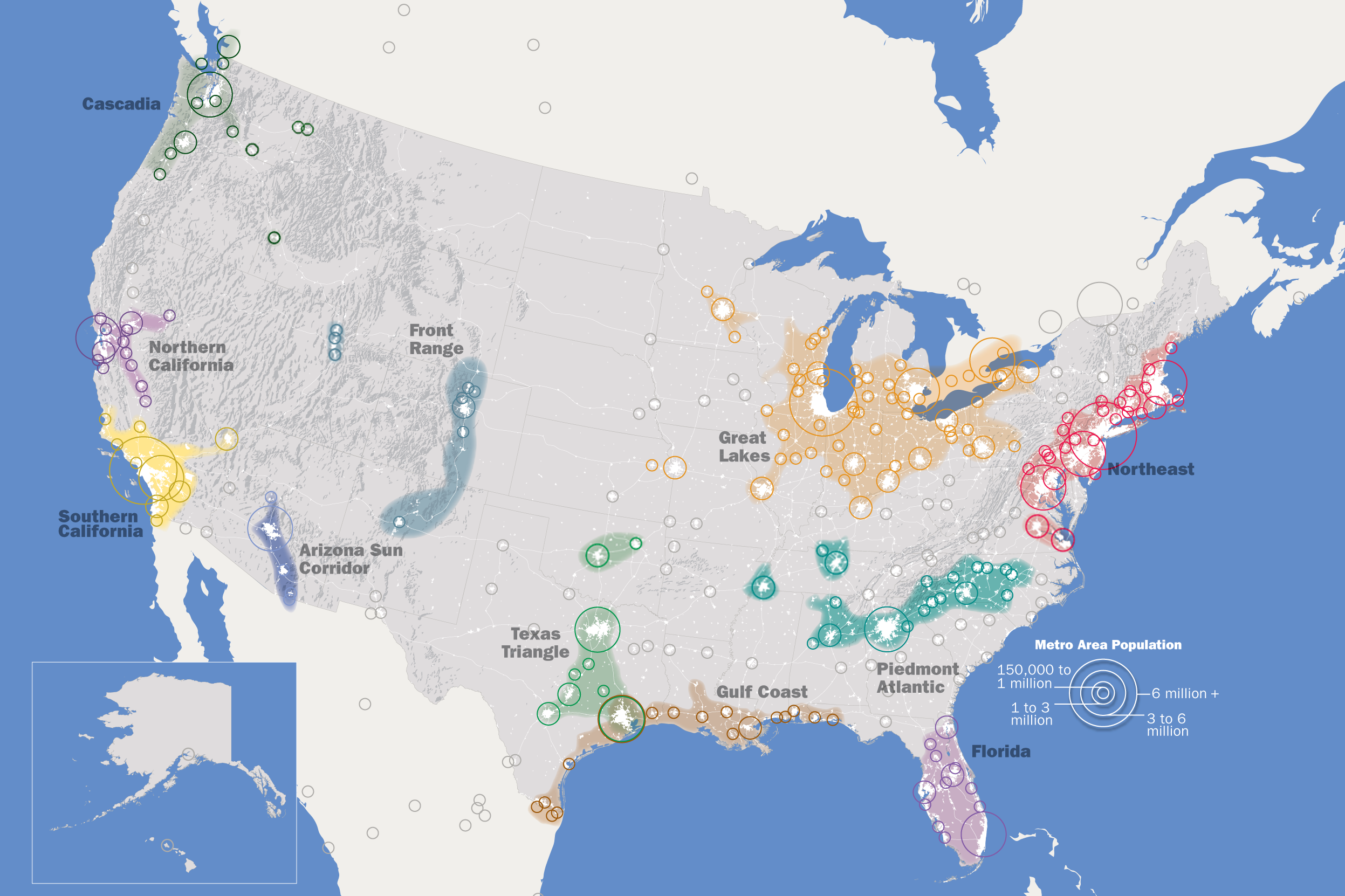
アメリカ合衆国のメガリージョン

## スポーツチーム
| チーム                       | スポーツ               | リーグ                                        | 本拠地                                   |
| ---------------------------- | ---------------------- | --------------------------------------------- | ---------------------------------------- |
| ロサンゼルス・エンゼルス     | 野球                   | メジャーリーグベースボール (アメリカンリーグ) | エンゼル・スタジアム・オブ・アナハイム   |
| ロサンゼルス・ドジャース     | 野球                   | メジャーリーグベースボール (ナショナルリーグ) | ドジャー・スタジアム                     |
| サンディエゴ・パドレス       | 野球                   | メジャーリーグベースボール (ナショナルリーグ) | ペトコ・パーク                           |
| ロサンゼルス・クリッパーズ   | バスケットボール       | NBA                                           | クリプト・ドットコム・アリーナ           |
| ロサンゼルス・レイカーズ     | バスケットボール       | NBA                                           | クリプト・ドットコム・アリーナ           |
| ロサンゼルス・ラムズ         | アメリカンフットボール | ナショナル・フットボール・リーグ (NFC)        | SoFiスタジアム                           |
| ロサンゼルス・チャージャーズ | アメリカンフットボール | ナショナル・フットボール・リーグ (AFC)        | SoFiスタジアム                           |
| アナハイム・ダックス         | アイスホッケー         | ナショナルホッケーリーグ                      | ホンダセンター                           |
| ロサンゼルス・キングス       | アイスホッケー         | ナショナルホッケーリーグ                      | クリプト・ドットコム・アリーナ           |
| ロサンゼルス・ギャラクシー   | サッカー               | メジャーリーグサッカー                        | ディグニティ・ヘルス・スポーツ・パーク   |
| ロサンゼルスFC               | サッカー               | メジャーリーグサッカー                        | バンク・オブ・カリフォルニア・スタジアム |